# Attilio Zuccagni
Attilio Zuccagni (Florença, 10 de janeiro de 1754 — Florença, 21 de outubro de 1807) foi um médico , botânico e naturalista italiano.